# Pontifikale Heinrichs II.

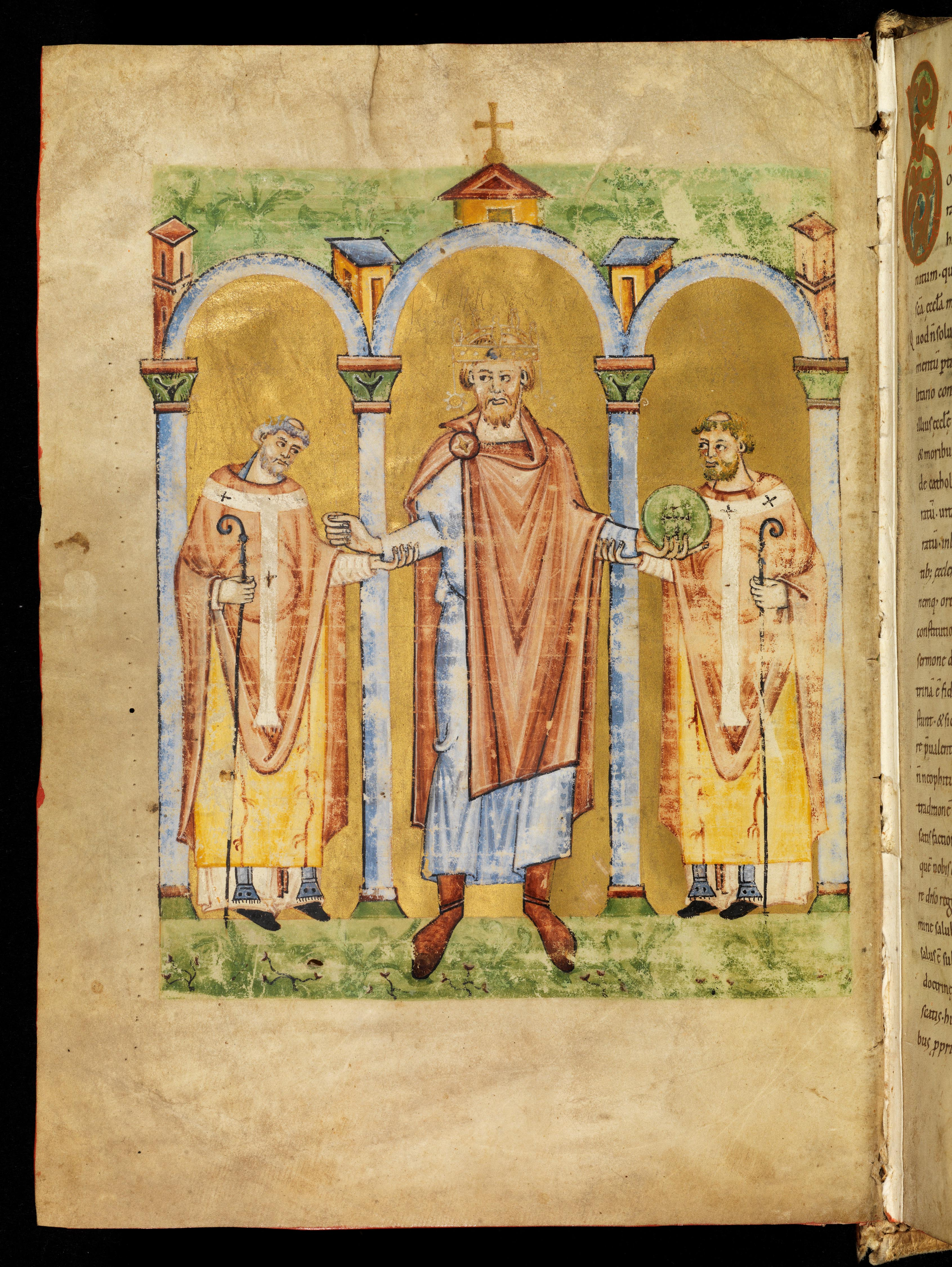
Einzug des Herrschers in die Kirche (fol. 2^{v})

Das Pontifikale Heinrichs II., auch Seeoner Pontifikale, ist ein von König Heinrich II. gestiftetes, im Kloster Seeon angefertigtes ottonisches Pontifikale aus der Zeit zwischen 1007 und 1024, das heute in der Staatsbibliothek Bamberg unter der Signatur Msc.Lit.53 aufbewahrt wird.
Das Manuskript umfasst 195 Pergamentblätter im Format 27,3 × 19,6 cm und ist mit einem schweinsledernen, mit Goldprägung versehenen Einband aus dem Jahr 1611 versehen. In der Handschrift werden die für die vom Bischof zelebrierten Pontifikalgottesdienste bestimmten Texte und Handlungsweisen aufgeführt; diese wurden eigens für den Gebrauch in der 1007 von Heinrich neu errichteten Diözese Bamberg zugeschnitten. Die Patrone des im Auftrag Heinrichs im Vorfeld der Bistumsgründung errichteten Bamberger Doms, Petrus und Georg, ferner Maria und Lambert, Patron des Klosters Seeon, werden im Ordo ad benedicendam ecclesiam, dem „Ritus zur Feier der Kirchweihe“, in gleicher Weise durch Majuskeln hervorgehoben (fol. 31r–31v).
Das ganzseitige, stark abgeriebene Widmungsbild (fol. 2v) zeigt in einer Arkadenarchitektur, die durch das Kreuz auf dem angedeuteten Giebel als Kirche gekennzeichnet ist, einen Herrscher mit Bügelkrone – seitlich herabhängend zwei Pendilien –, Sphaira mit eingezeichnetem schwarzem Kreuz in der Linken und Zepter in der Rechten (heute kaum mehr erkennbar). An den ausgebreiteten Armen geleiten ihn zwei Metropoliten, erkennbar an den über die Pontifikalgewänder gelegten Pallien, samt dem Pastorale. Seiner Bedeutung entsprechend dominiert die Größe des Herrschers deutlich die ikonografische Komposition.
Dargestellt ist die Szene des Krönungszeremoniells, der feierliche Einzug des Königs in die Kirche beim Segnungsritus (Ordo ad regem benedictum, fol. 16r). Es kommt hier der Gedanke zum Ausdruck, der „weltliche Herrscher stütz[e] seine Macht auf die Kirche, mit deren Hilfe er regiert“ (Gude Suckale-Redlefsen).
Über dem Haupt des Königs (resp. Kaisers) wurde in späterer Zeit in ungelenken Majuskeln in den Goldgrund die Inschrift Rex Heiricus [sic] ben[edictus] („Heinrich, der gesegnete König“). Dieser lokalpatriotisch vereinnahmenden Darstellung ist jedoch die Tatsache entgegenzuhalten, dass die Szene typisierend zeitloser Natur ist und keine konkrete historische Person abbilden soll.
Die Miniatur wurde von Gude Suckale-Redlefsen nach Salzburg lokalisiert und auf die Zeit um 1020 datiert. Folglich wäre das Blatt zur Übergabe der Handschrift in Bamberg nachträglich eingeheftet worden.